# Kerikop, Haveri
Kerikop là một làng thuộc tehsil Haveri, huyện Haveri, bang Karnataka, Ấn Độ.